# Falcău
Falcău – wieś w Rumunii, w okręgu Suczawa, w gminie Brodina. W 2011 roku liczyła 1145 mieszkańców.